# Bhorletar
Bhorletar (en népalais : भोर्लेटार) est un comité de développement villageois du Népal situé dans le district de Lamjung. Au recensement de 2011, il comptait 4 059 habitants.